# Puteri Indonesia 2024
Puteri Indonesia 2024 fue la 27.ª edición del Puteri Indonesia. Se llevó a cabo el 8 de marzo de 2024 en la Plenary Hall del Centro de Convenciones de Yakarta en Yakarta, Indonesia. Farhana Nariswari de Java Occidental 1 coronó a su sucesora, Harashta Haifa Zahra también de Java Occidental, al final del evento. Esta es la primera vez que una provincia gana consecutivamente en la historia de Puteri Indonesia.
Puteri Indonesia Lingkungan 2023 Yasinta Aurellia de Java Oriental coronó a Sophie Kirana de RE Yogyakarta y Puteri Indonesia Pariwisata 2023 Lulu Zaharani de Lampung coronó a Permata Juliastrid de Bali. Aparte de eso, Dinda Nur Safira, tercera finalista de Puteri Indonesia 2023, también se unió para coronar a Melati Tedja de Java Oriental como su sucesora.

## Antecedentes

### Locación, fecha y transmisión
Para la 27.ª edición, la Organización Puteri Indonesia (YPI) ha anunciado oficialmente que la noche de coronación se llevaría a cabo nuevamente en la Plenary Hall del Centro de Convenciones de Yakarta en Yakarta el 8 de marzo, coincidiendo con el Día Internacional de la Mujer. La organización se reunió con Maria Febryani como directora creativa de PT. Indonesia Entertainment Production (IEP), una subsidiaria de Indonesia Entertainment Group (IEG), marcando que SCTV sería uno de los socios, así como una cadena de televisión que tendría todos los derechos de transmisión para transmitir la última noche en vivo después de cuatro ediciones consecutivas.

### Selección de candidatas
Las primeras 7 candidatas fueron seleccionadas a través de concursos regionales realizados en cada provincia organizadora. Son Java Oriental, Bali, Islas menores de la Sonda occidentales, Borneo Occidental, Borneo Oriental, Célebes Septentrional y Célebes Meridional. Las otras 35 candidatas fueron seleccionadas por un comité de selección mediante audiciones centrales celebradas en Graha Mustika Ratu, la sede de la organización en Yakarta. La selección se complementó con una candidata por cada 15 provincias a las que se había determinado su «Puteri Indonesia Fevorit Daerah» («favorita regional para Puteri Indonesia»), elegida posteriormente por los espectadores mediante una votación pública en el sitio web oficial. Cuatro ganadoras tuvieron un «2» adicional en sus títulos regionales. La organización también ofreció una oportunidad de dos entradas para las antiguas candidatas que nunca alcanzaron el Top 3 en ediciones anteriores, pero que finalmente fueron transferidas para votación.
Estaba previsto que esta edición marcaría el debut de cinco nuevas provincias que se incluirán en el grupo del este de Indonesia debido a la expansión el 30 de junio de 2022 con base en la Ley N.º 16 de 2022. Son las provincias de Papúa Meridional, Papúa Central, Alta Papúa y la de Papúa Suroccidental. Este plan luego no se implementó porque la organización admitió que la administración aún no estaba completa y el gobierno regionales no estaban listos para enviar sus representantes. Este aumento en el número de candidatas ya estaba previsto desde las dos ediciones anteriores, pero no se llevó a cabo por el mismo motivo. La organización anunció la ausencia de Borneo Septentrional y las Molucas septentrionales en esta edición.

#### Puteri Indonesia Favorit Daerah
Las quince provincias participantes tenían una candidata favorita que se decidió mediante el voto público más alto y la selección de jueces. Las ganadoras por provincia compitieron plenamente para convertirse en una de los candidatas de Puteri Indonesia 2024.
| Provincia                              | Puteri Indonesia Favorit Daerah |
| -------------------------------------- | ------------------------------- |
| Sumatra                                |                                 |
| Aceh                                   | Cindy Bella Difia               |
| Sumatra Occidental                     | Dhiyana Alya Nafra              |
| Sumatra Meridional                     | Eni Permona Jasen §             |
| Lampung                                | Ariqah Rifa Talitha             |
| Java                                   |                                 |
| RCE Yakarta                            | Chika Biata Malau               |
| Bantén                                 | Latisa Safa Maura §             |
| Java Central                           | Ade Kania Pramesty §            |
| Java Oriental                          | Karina Amanda Putri             |
| Islas menores de la Sonda              |                                 |
| Bali                                   | Putu Diva Ayudya Putri          |
| Islas menores de la Sonda occidentales | Radiah Ajeng Nursyifa           |
| Islas menores de la Sonda orientales   | Putri Un Tanjung Malada §       |
| Kalimantan                             |                                 |
| Borneo Occidental                      | Cindy Valencia §                |
| Borneo Oriental                        | Triana Megawati Tening §        |
| Célebes                                |                                 |
| Célebes Meridional                     | Andi Andini Yundira             |
| Célebes Septentrional                  | Angela Grania Maluenseng        |

§ - Ganó la votación

## Resultados

### Principales
Puteri Indonesia 2024
     Puteri Indonesia Lingkungan 2024
     Puteri Indonesia Pariwisata 2024
     Puteri Indonesia Pendidikan & Kebudayaan 2024
| Posición                                                                  | Candidata | Posición internacional                 |
| ------------------------------------------------------------------------- | --- | -------------------------------------- |
| Puteri Indonesia 2024 (Miss Supranacional Indonesia 2024)                 | - Java Occidental - Harashta Haifa Zahra | Ganadora - Miss Supranacional 2024     |
| Puteri Indonesia Lingkungan 2024 (Miss International Indonesia 2024)      | - RE Yogyakarta - Sophie Kirana Indriyagi | Por competir - Miss Internacional 2024 |
| Puteri Indonesia Pariwisata 2024 (Miss Cosmo Indonesia 2024)              | - Bali - Ketut Permata Juliastrid Sari | Ganadora - Miss Cosmo 2024             |
| Puteri Indonesia Pendidikan & Kebudayaan 2024 (Miss Charm Indonesia 2024) | - Java Oriental - Melati Tedja | Por competir - Miss Charm 2024         |
| Top 6                                                                     | - Cuarta finalista RCE Yakarta 1 - Ghina Raihanah Tadjoedin - Quinta finalista Bantén - Latisa Safa Maura § Δ | No compiten                            |
| Top 16                                                                    | - Aceh - Suci Annisa Mawardi - Sumatra Septentrional - Nabiqah Annisa Salsabila Pasaribu § - Bangka-Belitung - Joan Angelina - Jambi - Miracle Sitompul - RCE Yakarta 3 - Larissa Amelinda Soeryana - Islas menores de la Sonda orientales 1 - Veronica Gabriela Margareth Asadoma - Borneo Occidental 2 - Shindy Valensia - Célebes Meridional - Chelsea Beatrix Putri Raimel - Molucas - Novita Everdina Permatasari Pattipeilohy § - Papúa Occidental - Annisa Banafaj Salsabila Dabeduku Thesia | No compiten                            |

Δ - Avanzó al Top 6 a través de las votaciones

§ - Avanzó al Top 16 a través de las votaciones

### Premios especiales
| Premio                                                  | Candidata |
| Premios principales                                     | Premios principales |
| ------------------------------------------------------- | --- |
| Puteri Indonesia Persahabatan (Miss Simpatía)           | - Papúa Occidental - Annisa Banafaj Salsabila Dabeduku Thesia                                                                 |
| Puteri Indonesia Favorit (Miss Favorita)                | - Bantén - Latisa Safa Maura                                                                                                  |
| Puteri Fotogenik (Miss Fotogénica)                      | - Papúa Occidental - Annisa Banafaj Salsabila Dabeduku Thesia                                                                 |
| Kostum Tradisional Terbaik (Mejor en Traje Tradicional) | - Java Oriental - Melati Tedja                                                                                                |
| Gaun Malam Terbaik (Mejor en Traje de Noche)            | - Bali - Ketut Permata Juliastrid Sari - Célebes Occidental - Andi Aisyah Mawar Hardy - Borneo Occidental - Shindy Valencia   |
| Puteri Indonesia Berbakat (Miss Talento)                | - Yakarta - Putricia Adelianti                                                                                                |
| Puteri Indonesia Intelegensia (Miss Inteligencia)       | - Yakarta - Lady Diandra Karsodinomo Pattiata - Molucas - Novita Everdina Permatasari Pattipeilohy - Jambi - Miracle Sitompul |
| Puteri Indonesia Influencer (Miss Influencer)           | - Bengkulu - Nabilah Putri Bintadytama                                                                                        |
| Premio del patrocinador                                 | |
| Sajani Awards de OPPAL                                  | - Java Oriental - Melati Tedja                                                                                                |

## El concurso

### Formato
La organización anunció varios cambios diferentes en el formato de esta edición. El número de semifinalistas aumentó a dieciséis, una más que en la edición anterior. Los resultados del concurso preliminar llevado a cabo el 2 de marzo de 2024, que consistió en concursos de talentos, trajes tradicionales y trajes de noche, y entrevistas cerradas, determinaron las primeras trece semifinalistas que fueron seleccionadas en general. Además, en esta edición se volvió a utilizar la votación, y los votantes determinaron las candidatas de la decimocuarta a la decimosexta que avanzarían a la final. Dieciséis semifinalistas compitieron en la evaluación del discurso, luego se redujeron a cinco y se sumaron una en una segunda votación. Luego, las seis finalistas compitieron en un concurso de preguntas y respuestas y discursos en el que se seleccionaron cuatro candidatas para avanzar como finalistas finales. Las cuatro finalistas compitieron en la pregunta final, tras lo cual fueron anunciadas Puteri Indonesia, Puteri Indonesia Lingkungan, Puteri Indonesia Pariwisata y Puteri Indonesia Pendidikan & Kebudayaan.

### Comité de selección
Hubo doce miembros en el comité de selección.
- Kusuma Dewi Sutanto - jefa de la Organización Puteri Indonesia, presidenta del jurado
- Mega Angkasa - jefe de comunicaciones de la Organización Puteri Indonesia, vicepresidente del jurado
- Kusuma Ida Anjani - directora de Mustika Ratu, presidenta de la selección Puteri Indonesia 2024
- Laksmi De-Neefe Suardana - Puteri Indonesia 2022 de Bali
- Retno Marsudi - 17.º Ministro de Relaciones Exteriores de Indonesia
- Dito Ariotedjo - 14.º Ministro de Juventud y Deportes de Indonesia
- Ridwan Kamil - ex 13.º Gobernador de Java Occidental, curador de desarrollo de Nusantara
- Emil Dardak - 5.º Vicegobernador de Java Oriental
- Prilly Latuconsina - figura pública, activista y actriz de Indonesia
- Jahja Setiaatmadja - presidente y director del Bank Central Asia
- Andrea Aguilera - Miss Supranacional 2023 de Ecuador
- Luma Russo - Miss Charm 2023 de Brasil

## Desafíos

### Previos al concurso

#### The Most Photogenic
En esta actividad, todas las candidatas posaron para una sesión de fotos oficial obligatoria, luego Bubah Alfian y Albert Yanuar seleccionaron a cinco candidatas de The Most Photogenic (la más fotogénica) para tomar otra sesión de fotos especial realizada por Denny Mirrorcle.
| Posición | Candidata | Ref.   |
| -------- | --- | ------ |
| Ganadora | - Papúa Occidental - Annisa Banafaj Salsabila Dabeduku Thesia                                                                          | [ 9 ]  |
| Top 5    | - Aceh - Suci Annisa Mawardi - Bangka-Belitung - Joan Angelina - Java Oriental - Melati Tedja - Java Occidental - Harashta Haifa Zahra | [ 23 ] |

### Catwalk Challenge
En este desafío, todas las candidatas mostraron sus habilidades en pasarela a través de videos cortos. El tema de esta 27.ª edición es «Fly Against The Wind» (volar contra el viento).
| Posición  | Candidata | Ref.   |
| --------- | --- | ------ |
| Ganadoras | - Riau - Jenny Rahmadial Fitri - Java Occidental - Harashta Haifa Zahra - Islas menores de la Sonda orientales 1 - Veronica Gabriela Margareth Asadoma | [ 23 ] |
| Top 5     | - Yakarta - Putricia Adelianti - Borneo Meridional - Emanuella Bungasmara Ega Tirta                                                                    |        |

#### Make-Up Challenge
En este desafío, todas las candidatas demostraron sus habilidades de maquillaje utilizando los productos cosméticos Mustika Ratu a través de videos cortos.
| Posición  | Candidata                                                                                             | Ref.   |
| --------- | --- | ------ |
| Ganadoras | - Aceh - Suci Annisa Mawardi - Java Oriental - Melati Tedja - Bali - Ni Ketut Permata Juliastrid Sari | [ 23 ] |

### Concurso de talentos, espectáculo de trajes tradicionales y competencia preliminar

#### Mejor Talento
Anteriormente, un jurado seleccionó los diez mejores talentos de los videos de talentos generales de los concursantes. Las diez mejores tuvieron la oportunidad de mostrar sus talentos en la competencia de talentos, que luego se evaluó más a fondo y se anunciaron las tres mejores nominadas a Mejor Talento. La ganadora fue anunciada en la noche final.
| Posición | Candidata | Ref.   |
| -------- | --- | ------ |
| Ganadora | - Yakarta - Putricia Adelianti | [ 9 ]  |
| Top 3    | - Islas menores de la Sonda orientales - Putri Un Tanjung Malada - Papúa Occidental - Annisa Banafaj Salsabila Dabeduku Thesia | [ 23 ] |
| Top 10   | - Aceh - Suci Annisa Mawardi - Riau - Jenny Rahmadial Fitri - Java Occidental - Harastha Haifa Zahra - RE Yogyakarta - Sophie Kirana Indriyagi - Borneo Oriental - Kori Aprillia - Célebes Occidental - Andi Aisamawar Hardy - Molucas - Novita Everdina Permatasari Pattipeilohy | [ 23 ] |

#### Mejor en Traje Tradicional
Todos los concursantes exhibieron sus trajes tradicionales frente al jurado durante el Desfile de Trajes Tradicionales. Al final del evento se anunciaron las tres nominadas al Mejor Traje Tradicional. La ganadora fue anunciada en la noche final.
| Posición  | Candidata                                                                                          | Ref.   |
| --------- | -------------------------------------------------------------------------------------------------- | ------ |
| Ganadoras | - Java Oriental - Melati Tedja                                                                     | [ 9 ]  |
| Top 3     | - Sumatra Septentrional - Nabiqah Anisa Salsabila Pasaribu - Borneo Occidental 2 - Shindy Valencia | [ 23 ] |

#### Mejor en Traje de Noche
Todas las concursantes presentaron sus trajes de noche ante el jurado durante la competencia preliminar. Al final del evento se anunciaron las tres mejores y la Mejor en Traje de Noche.
| Posición          | Candidata                                    | Ref.   |
| ----------------- | -------------------------------------------- | ------ |
| Ganadora          | Bali - Ni Ketut Permata Juliastrid Sari      | [ 23 ] |
| Primera finalista | Célebes Occidental - Andi Aisyah Mawar Hardy | [ 23 ] |
| Segunda finalista | Borneo Occidental 2 - Shindy Valencia        | [ 23 ] |

### Best Profile Video
Todas las candidatas realizaron un video introductorio como forma de presentación como candidatas y el área que representan. El mejor video ganó este premio.
| Posición  | Candidata | Ref.   |
| --------- | --- | ------ |
| Ganadoras | - Islas menores de la Sonda orientales 1 - Veronica Gabriela Margareth Asadoma - Borneo Central - Dessy Paramita Dewi - Molucas - Novita Everdina Permatasari Pattipeilohy | [ 23 ] |

### Motion Challenge
Todas las candidatas se dividen aleatoriamente en 21 grupos por parejas. En este desafío, el anfitrión presenta mociones sobre diferentes casos y temas para cada grupo. Dos candidatas de un grupo declaran si están de acuerdo o no con la afirmación y la explican durante un minuto.
| Grupo                 | Grupo                 | Grupo               | Grupo                                  | Grupo              | Grupo                                  | Grupo           | Grupo | Grupo | Grupo | Grupo |
| 1                     | 2                     | 3                   | 4                                      | 5                  | 6                                      | 7               |       |       |       |       |
| --------------------- | --------------------- | ------------------- | -------------------------------------- | ------------------ | -------------------------------------- | --------------- | ----- | ----- | ----- | ----- |
| RCE Yakarta 1         | Borneo Meridional     | Borneo Oriental 1   | Papúa Occidental                       | Lampung            | RCE Yakarta 5                          | RE Yogyakarta   |       |       |       |       |
| Sumatra Meridional 1  | Célebes Occidental    | Célebes Suroriental | Islas menores de la Sonda orientales 1 | Bengkulu           | Borneo Oriental                        | Célebes Central |       |       |       |       |
| Grupo                 |                       |                     |                                        |                    |                                        |                 |       |       |       |       |
| 8                     | 9                     | 10                  | 11                                     | 12                 | 13                                     | 14              |       |       |       |       |
| Borneo Central        | RCE Yakarta 4         | Papúa               | Java Oriental                          | Bangka-Belitung    | Islas menores de la Sonda orientales   | Aceh            |       |       |       |       |
| Java Central 2        | Sumatra Meridional 2  | Gorontalo           | Molucas                                | Java Occidental    | Java Central 1                         | RCE Yakarta 6   |       |       |       |       |
| Grupo                 |                       |                     |                                        |                    |                                        |                 |       |       |       |       |
| 15                    | 16                    | 17                  | 18                                     | 19                 | 20                                     | 21              |       |       |       |       |
| Borneo Occidental     | Sumatra Septentrional | RCE Yakarta 3       | Borneo Occidental                      | Islas Riau         | Célebes Meridional                     | Riau            |       |       |       |       |
| Célebes Septentrional | Bantén                | Bali                | Jambi                                  | Sumatra Occidental | Islas menores de la Sonda occidentales | RCE Yakarta 2   |       |       |       |       |

## Candidatas
41 candidatas compitieron por el título.
| Provincia                              | Candidata                                 | Edad | Ciudad natal               |
| -------------------------------------- | ----------------------------------------- | ---- | -------------------------- |
| Sumatra                                |                                           |      |                            |
| Aceh                                   | Suci Annisa Mawardi                       | 24   | Subulussalam               |
| Sumatra Septentrional                  | Nabiqah Anisa Salsabila Pasaribu          | 20   | Sibolga                    |
| Sumatra Occidental                     | Fitria Helnawati                          | 23   | Padang Pariaman            |
| Riau                                   | Jeni Rahmadial Fitri                      | 26   | Bengkalis                  |
| Islas Riau                             | Raja Azizah Purnandari                    | 23   | Tanjungpinang              |
| Jambi                                  | Miracle Sitompul                          | 24   | Tanjung Jabung Occidental  |
| Sumatra Meridional 1                   | Ananda Papat Oktariza Yacoub              | 24   | Palembang                  |
| Sumatra Meridional 2                   | Eni Permona Jasen                         | 23   | Ogan Komering Ulu Oriental |
| Bangka-Belitung                        | Joan Angelina                             | 22   | Pangkalpinang              |
| Bengkulu                               | Nabilah Putri Bintadytama                 | 22   | Seluma                     |
| Lampung                                | Nabilah Rohma Balqis                      | 24   | Bandarlampung              |
| Java                                   |                                           |      |                            |
| RCE Yakarta 1                          | Ghina Raihanah Tadjoedin                  | 22   | Jakarta                    |
| RCE Yakarta 2                          | Lady Diandra Karsodinomo Pattiata         | 25   | Yakarta                    |
| RCE Yakarta 3                          | Larissa Amelinda Soeryana                 | 24   | Yakarta                    |
| RCE Yakarta 4                          | Alyssa Rosvita Tarigan                    | 23   | Yakarta                    |
| RCE Yakarta 5                          | Putricia Adelianti                        | 20   | Yakarta                    |
| RCE Yakarta 6                          | Vanessa Zahra Sesa                        | 25   | Yakarta                    |
| Bantén                                 | Latisa Safa Maura                         | 25   | Tangerang                  |
| Java Occidental                        | Harashta Haifa Zahra                      | 20   | Garut                      |
| Java Central                           | Kanya Puruhita Amarilis                   | 26   | Sukoharjo                  |
| Java Central                           | Ade Kania Pramesty                        | 24   | Semarang                   |
| Región Especial de Yogyakarta          | Sophie Kirana Indriyagi                   | 23   | Sleman                     |
| Java Oriental                          | Melati Tedja                              | 24   | Surabaya                   |
| Islas menores de la Sonda              |                                           |      |                            |
| Bali                                   | Ketut Permata Juliastrid Sari             | 20   | Denpasar                   |
| Islas menores de la Sonda occidentales | Ni Nyoman Putri Ayu Diana                 | 23   | Mataram                    |
| Islas menores de la Sonda orientales 1 | Veronica Gabriela Margareth Asadoma       | 25   | Alor                       |
| Islas menores de la Sonda orientales 2 | Putri Un Tanjung Malada                   | 23   | Rote Ndao                  |
| Kalimantan                             |                                           |      |                            |
| Borneo Occidental 1                    | Ferisa Dhea Nurramadhani Putri            | 23   | Kayong Septentrional       |
| Borneo Occidental 2                    | Shindy Valencia                           | 23   | Sambas                     |
| Borneo Central                         | Dessy Paramita Dewi                       | 23   | Palangka Raya              |
| Borneo Meridional                      | Emanuella Bungasmara Ega Tirta            | 24   | Banjarmasin                |
| Borneo Oriental 1                      | Kori Aprilia                              | 25   | Kutai Occidental           |
| Borneo Oriental 2                      | Triana Megawati Tening                    | 25   | Mahakam Ulu                |
| Célebes                                |                                           |      |                            |
| Célebes Meridional                     | Chelsea Beatrix Putri Raimel              | 26   | Tana Toraja                |
| Célebes Occidental                     | Andi Aisyah Mawar Hardy                   | 22   | Mamuju                     |
| Célebes Suroriental                    | Dinda Bestari                             | 23   | Konawe Meridional          |
| Célebes Central                        | Putri Amalia Moidady                      | 20   | Sea Banggai                |
| Célebes Septentrional                  | Annisa Oktavia Rettob                     | 26   | Manado                     |
| Gorontalo                              | Hindun Clarista Hulopi                    | 21   | Bone Bolango               |
| Indonesia Oriental                     |                                           |      |                            |
| Molucas                                | Novita Everdina Permatasari Pattipeilohy  | 24   | Molucas centrales          |
| Papúa Occidental                       | Annisa Banafaj Salsabilla Dabeduku Thesia | 22   | Sorong Meridional          |
| Papúa                                  | Rini Anjarwati Kusuma Putri               | 20   | Merauke                    |